# Zebeda Rechviašvili
Zebeda Rechviašvili (gruzínsky ზებედა რეხვიაშვილი), (* 16. únor 1991 Gruzie) je reprezentant Gruzie v judu.
Jeden z mála gruzínských zápasníků judo, který si drží formu od dorosteneckých let. Neměl raketový nástup jako Laša Šavdatuašvili, ale je na nejlepší cestě převzít roli lídra v gruzínské reprezentaci v lehké váze.

## Výsledky
| Turnaj             | 2006 | 2007 | 2008 | 2009 | 2010 | 2011 | 2012 | 2013 |
| ------------------ | ---- | ---- | ---- | ---- | ---- | ---- | ---- | ---- |
| Mistrovství světa  | –    | dns  | –    | dns  | dns  | dns  | –    | úč.  |
| Mistrovství Evropy | dns  | dns  | dns  | dns  | dns  | dns  | úč.  | 3.   |
| MS juniorů         | dns  | –    | dns  | dns  | 3.   | –    | –    | -    |
| ME juniorů         | dns  | dns  | 7.   | dns  | dns  | –    | –    | -    |
| ME katedů          | 3.   | 1.   | –    | –    | –    | –    | –    | -    |